# Kanton Saint-Amand-les-Eaux-Rive droite
Kanton Saint-Amand-les-Eaux-Rive droite (francouzsky Canton de Saint-Amand-les-Eaux-Rive droite) je francouzský kanton v departementu Nord v regionu Nord-Pas-de-Calais. Tvoří ho sedm obcí.

## Obce kantonu
- Bruille-Saint-Amand
- Château-l'Abbaye
- Flines-lès-Mortagne
- Hasnon
- Mortagne-du-Nord
- Raismes
- Saint-Amand-les-Eaux (pravý břeh)